# Tinktura (heraldika)

Příklad základních tinktur, vpravo odpovídající černobílá šrafura

Tinktura v heraldice je soubor přípustných barev použitých na erbu. Dělí se na tři skupiny: kovy, barvy a kožešiny. Někdy se sem řadí i damaskování, které se ale obvykle používá pouze u nebarevných provedení erbů a v blasonu se neuvádí. Platí pravidlo, že by neměla přijít barva na barvu nebo kov na kov, aby se udržela kontrastnost erbu. Z tohoto pravidla existuje ale poměrně hodně výjimek.

## Heraldické tinktury

### Kovy
Heraldické kovy jsou zásadně pouze dva, zlato a stříbro. Zlato může být zobrazeno na erbu jako žlutá a stříbro jako bílá (výjimečně bílá nemusí být stříbrná, jako např. turnajský límec u britské královské rodiny). Taktéž velmi výjimečně se jako kov může vyskytnout platina, měď a bronz.

### Barvy
Původně byly používány pouze čtyři základní barvy: černá, červená, modrá a zelená. Tyto základní barvy pochází ještě z období, kdy heraldika plnila vojenskou funkci. Později přibyly další barvy, hlavně purpurová, kterou využívali církevní činitelé. Dále tzv. přirozená barva, která měla mít charakteristickou barvu kůže lidské, medvědí, vlčí, liščí a jiných předmětů na štítu. Méně používané (v zásadě neheraldické) barvy přidané později byly oranžová, tmavomodrá, hnědá a šedá. Původně byly zahrnuté pod přirozenou barvu.

### Kožešiny
V heraldice byly původně používány kůže hermelín, kunina, sobol a popelčina. Později se řídce používaly různé barevné varianty základních kožešin.

## Hierarchie tinktur
Tradiční heraldické tinktury měly samozřejmě svou hierarchii, kdy například platilo, že významnější tinktura měla být výše než méně významná nebo blíže žerdi praporu.
| „                                                                     | Zlatá barva je vznešenější nad ostatní a znázorňuje se jí slunce. Nic není vznešenější než slunce. Červená či purpurová barva představuje oheň a je vznešená. Modrá barva je třetí a představuje vzduch. Bílá barva je vznešenější než černá a černá barva stojí nejníže. | “ |
| — Bartolus de Saxoferrato (1313–1357) Tractatus de insigniis et armis | |   |

## Černobílé zobrazení

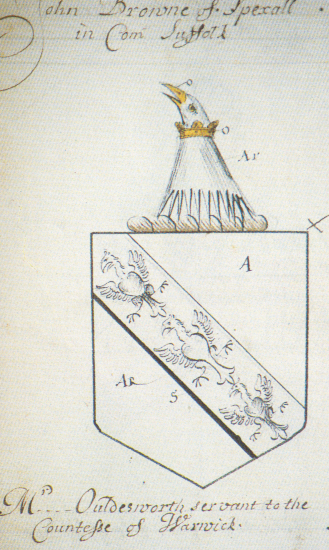
Erb provedený pomocí zkratek

V jednobarevném tisku se používají (např. v Ottově slovníku) standardní šrafury – viz tabulku. Jejich popis je: zlato – tečkovaná, stříbro – prázdná, modrá – vodorovná, červená – svislá, purpur – šikmá (/), černá – svislá a vodorovná, zelená – kosmá (\), přirozená („pleťovka“) – (svislá) vlnovka.
Před zavedením šrafury, v období renesance a pozdního středověku, byly do nebarevně provedených erbů dopisovány zkratky a blasonování probíhalo pomocí drahých kamenů a sedmi základních planet (včetně Slunce a Měsíce). Pro císaře, krále a korunního prince pomocí planet, pro vyšší šlechtu pomocí drahých kamenů a pro nižší šlechtu pomocí zkratek barev a kovů (dnes se nepoužívá).
| Tinktura  | Planeta | Drahý kámen | Zkratka |
| --------- | ------- | ----------- | ------- |
| Zlato     | Slunce  | Topaz       | z.      |
| Stříbro   | Měsíc   | Perla       | stř.    |
| Modrá     | Jupiter | Safír       | m.      |
| Červená   | Mars    | Rubín       | čv.     |
| Purpurová | Merkur  | Ametyst     | --      |
| Zelená    | Venuše  | Smaragd     | zel.    |
| Černá     | Saturn  | Diamant     | čn.     |